# 卡卢加州
卡卢加州（羅馬化：Kaluzhskaya oblast）是俄罗斯联邦的主体之一，属中央联邦管区。卡卢加州位于俄罗斯欧洲部分的中心，具有发达的交通系统和基础建设设施。卡卢加州一直显示较高的经济增长率，拥有丰富的人力资源，是全国最大的科学、教育和文化中心之一。
在十四世纪，卡卢加地区的一部分在莫斯科的统治下，同一个世纪历史记录第一次提到卡卢加市。1796年到1919年卡卢加省是俄罗斯帝国的一个独立行政单位。卡卢加州成立于1944年。卡卢加州与莫斯科，莫斯科州，图拉州，布良斯克州，斯摩棱斯克州，奥廖尔州接壤。从北到南有220多公里，从西到东也有220多公里。
面积29 800平方公里。人口1,012,156人（2018）。人口密度：33,77人/平方公里（2013）。都市人口率：75.88%（2013）。州首府卡卢加市（341700人），从莫斯科环城路到卡卢加市的距离为143公里（西南方向）。

## 地理
卡卢加州位于东欧平原中部。地区领土位于中俄罗斯高地、(地区境内平均高度200米以上及275米最高点在州东南部)，斯摩棱斯克-莫斯科高地和第聂伯罗夫斯科-杰斯宁斯基省的中间。州大部分是平原，田野和森林，动植物群各种各样。中心位于布里亚京斯科－素希尼奇斯基高地。西部的冰川平原上是斯帕斯-杰缅斯基山崦。其以南有仰亢砂田平原，属于布良斯克-日兹德林斯基低连多林地带，平均高度达200米。西北部是具有臭氧冰砾沉积物的冰碛平原。
卡卢加州从北到南长度为220多公里，北纬53°30'至55°30'，从西到东长度为220公里，领土面积是两千九百七十七万七千平方公里。
卡卢加州是最重要的国际公路线和铁路线穿过的领土: 莫斯科 - 卡卢加 - 布良斯克 - 基辅 - 利沃夫 - 华沙。
卡卢加州与布良斯克州，斯摩棱斯克州，莫斯科州，图拉州，奥廖尔州接壤, 与莫斯科市毗邻(从2012年7月1日起)。

### 地形、地质和自然资源
现代卡卢加州的地形与冰期前的相合：丘陵，河谷，沟壑和凹地。一些冰川湖存到现在，例如，卡卢加州最深的湖泊就是别兹东湖。
卡卢加州位于中俄罗斯高地和斯摩棱斯克-莫斯科高地的中间。其境内既有海拔高度约200米的低平原，又有高度超过200米的高平原。东南部是中俄罗斯高地，最西北部是斯帕斯-杰缅斯基山崦。这两座地之间是乌戈尔斯科－普罗特维恩斯基低地。最西南地区是布良斯克-日兹德林斯基低连多林地带，而是布里亚京斯科－素希尼奇斯基平原位于中心。卡卢加州的地形最高点为279米，即斯帕斯-杰缅斯基山崦(扎伊采夫山)，最低点就在奥卡河谷(海拔120米高)。因此，地形起伏幅度为160米。
卡卢加州位于东欧地台中部。上层(沉积)结构阶的厚度变化范围：从南部400-500米到北部1000-1400米。沉积盖层里大部分有泥盆纪沉积物。南部泥盆纪沉积物的份额占沉积整体厚度的80％(包括第四纪沉积物)。卡卢加州分为四个地质经济区域: 东北区,中区, 南区和西北区。
卡卢加州的地下资源的单位价值是800万卢布/平方米。卡卢加州境内查出并勘探550个19种矿物质的矿产地， 131个地下淡水库和13个地下矿泉水。
卡卢加州的矿产资源都有磷灰石，褐煤，矿物颜料，石膏，建筑石材，建设用白垩，石灰处理及纸浆造纸工业用的碳酸质岩石，耐火及难熔的粘土，制造砖头和烧结粘土用的易熔粘土，制造脱色土和透闪石砂砾用的矽藻土，钻井泥浆用的粘土，砂混砾石材料，玻璃砂和造型砂，建筑施工和制造硅酸盐制品用的砂石，泥炭，腐泥和矿泉水。
卡卢加州有24个矿产地，粘土工业储量一共含有2,2多亿立方米, 其中14个矿产地目前正在被加速开发。乌里扬诺夫斯克的耐火粘土和陶瓷粘土矿产地是俄罗斯最大之一，还没有由工业勘探。该矿产地的粘土份额占中央联邦管区的耐火粘土储量之16.2％。这种粘土用于制造耐火制品，上述制品在钢铁，水泥，玻璃等行业中具有广泛应用，那些行业中的生产过程直接关系到中高温。随着俄罗斯中央联邦管区的建设稳定发展，乌里扬诺夫斯克矿产地的粘土每年需要量将达到六七十万吨。乌里扬诺夫斯克矿产地拥有所有潜力，以给不仅卡卢加州的，而是其它建筑企业和耐火材料制造行业成为原料来源的主要基地。
莫斯科附近煤矿区的褐煤矿床的平衡储藏总量– 1240百万吨，其中分别如下:沃罗滕斯科叶矿床(410百万吨)，北部阿格耶夫斯科叶矿床(151百万吨)，谢列杰伊斯科叶矿床(150百万吨)， 斯图坚奥夫斯基地段(103百万吨) 等。虽然煤炭质量较低，靠近上述矿产地的重要消费者对原材料感到兴趣。泥炭平衡储量约为两千四百万吨。
卡卢加州有矿产资源潜力，保证企业对非金属矿物的主要种类需求量(石料，砂石材料，施工和硅酸盐砂，易熔粘土和制造砖头和烧结粘土用的壤土)。到2013年为止, 一百零九张授权用地下资源开发建筑材料的许可证正在卡卢加州境内有效.

### 植物
森林占卡卢加州领土的百分之四十五。总木材储量为269,000,000立方米。针叶树种为百分之三十，软叶树种为百分之六十七。根据2013年统计信息，每年树木允许开采量为313,690,000立方米。年度采伐限度开发实现百分之三十。年均树木增长率达48万立方米。
该地区林带包括两个亚带: 针叶-落叶林和落叶林。针叶-落叶林亚带有各种云杉林为主。这样森林的树木层由欧洲云杉组成，还有松树，桦树，山杨，椴树，有花硬栎(英国栎)。落叶林亚带的的原生森林占维特别特河, 日兹德拉河和奥卡河之间地带的小区。这样森林的优势物种基本上是有花硬栎(英国栎),罂子椴树,欧洲白腊树(木犀科)，榆树。这些森林与针叶林不同，就是多优种群落, 即有七八层。第二层经常包括桦树和白杨，第三层却包括平原枫树，野生苹果树，花楸树。灌木林一层比较发达。草丛层大部分包括早春类短生植物和多年生植物为主。
地带外植被包括松树和小叶林，沼泽和草地。红杉木在冲积平原的沙土冲积，河谷沙土阶地，湿地泥炭土壤形成森林。这些是白苔森林，藓类森林，泥炭藓森林，复杂的森林。银桦，白桦，山杨，柳，山羊，云杉，松树和橡树形成小叶林和派生混交林的乔木层。
草地分为河滩草地和大陆草地。
卡卢加州的沼泽分布不均。西北部和西部(乌格拉河谷)和布良斯克-日兹德拉林地，大部分变成沼泽。

### 动物
两个多世纪以来，卡卢加州境内查出了上千种无脊椎动物和396种脊椎动物。132种脊椎动物记入卡卢加州的《红皮书》中，其中包括俄罗斯联邦保护对象的相关目录规定的36种。
68种哺乳动物居住在卡卢加州。其中是常见的森林动物：棕熊、猞猁、麋鹿、狼、野兔、松鼠。另外有草原里居住的：仓鼠、大跳鼠、斑地松鼠、旱獭。近十年以来，猎区工人把数量较少的动物分居在卡卢加州的领土上。其中包括俄罗斯麝鼠、海狸、野猪、狍子，这些动物成功习惯了这里的生活，头数增加了。以前没有居住在卡卢加州的动物也适应了新环境：林狸、麝鼠、马鹿和梅花鹿，这些动物在较短的时间内达到了产业头数。近期放到《奥廖尔波列西耶》国家公园之后，野牛有时候能进入南部地区。
水畜其中可以看到2种七鳃鳗、41种硬骨鱼。鱼类区系的多样性与生存条件的巨大差异有关。例如，小溪七鳃鳗居住在奥卡河中，乌克兰七鳃鳗居住在杰斯纳河和其支流中。死水中多有金鲫鱼、银鲫鱼、丁鲷及许多其他鱼种。养殖场中培育鲤鱼、鲢鱼、草鱼，有时培育高白鲑。具有鱼业价值的鱼种是鳊鱼为主。稀有鱼种来说，可以看到鲟鱼，俄罗斯拟白鱼、粘杜父鱼，都列入俄罗斯的红皮书中。
11种两栖动物中可以看到湿疣蝾螈和光滑蝾螈、红腹蟾蜍、蟾蜍和绿蟾蜍，多有湖蛙、池蛙、田野蛙和草蛙。爬行动物有7种，其中包括蛇：毒蛇-蝰蛇，安全蛇–草蛇，光滑赤链蛇。常见蜥蜴–灵利的蛇蜥，没有四肢，人们常常把它误认是混淆蛇。
267种鸟类居住在卡卢加州，其中177种是营巢， 58种只是不断移民，32种不定期飞入。越冬鸟类份额达到93种，原因就是景观的人造改变。猛禽的重要栖息地位于卡卢加禁区保护区及维捷别季河和列谢塔河之间的地区。最多的鸟种如下：水禽 - 野鸭，半水生的鸟类 - 红嘴鸥，在森林居住 -燕雀，嚣鴓；沿着河岸居住 - 沿海燕子，在定居点居住 - 灰鸽子、黑雨燕、树麻雀。

### 自然保护和生态状况
根据俄罗斯联邦自然资源和生态部每年出版的《关于俄罗斯联邦环境的状况与保护》国家报告，卡卢加州是中央联邦管区的生态最干净的地区之一。2012年底结果，俄罗斯的85个城市中卡卢加市在空气污染状况的方面在排名前十位中。
几个国家权力机构对卡卢加州环境保护的情况进行环境影响评价，规定标准，发放许可证。自2008年以来，地区环境监测系统(ТСН)在卡卢加州境内运行。
关于环境状况的地区信息数据库就在卡卢加州的官方网站公开。
2013年卡卢加州州长下属的投资委员会决定建立生态保护技术园区。园区设计中将运用最高新技术，所以能确保卫生和环境安全。当务之急是解决地上水和地下水中的污染源，工业和生活废弃物的贮存和处理，辐射安全，减少空气中有害排放物的环境保护问题。
空气中污染物和废水排入中央联邦管区水体总量的卡卢加州份额不太大。按照有害物收集和处置的标准卡卢加州占第三位，让位给别尔哥罗德州和布良斯克州。卡卢加，基洛夫，奥布宁斯克，柳季诺沃和捷尔任斯基区是空气中有害排放物最大的地区。
由于切尔诺贝利灾难的结果卡卢加州的南部和西部地区遭受放射性污染影响。九个地区进行实时辐射监测。背景辐射符合当前辐射状态。
卡卢加州正在积极开展有色金属和黑色金属，玻璃，造纸废物的接收、贮存、传输及处理活动。企业采用无废技术。废弃物初步选别由«填埋场»市政企业(奥布宁斯克市)及一些其它企业进行。
卡卢加州建立并成功开展几个环保定居点：«卡卢加»保护区,«乌格拉»国家公园,«塔鲁萨»自然保护区, «卡卢加树林»天然纪念物。

## 历史
卡卢加州的领土是自古以来有人居住。考古学家调查出最古老的原始人村落的遗址属于中石器时代(公元前6-10世纪)。卡卢加城市的第一次提到事实与十二世纪事件有关,即奥列格和莫诺马赫之间的封建战争(科泽尔斯克– 1146年，谢连斯克 - 1147年,沃罗滕斯克-1155年, 莫萨尔斯克 - 1231年).
十四世纪, 卡卢加地区是一个立陶宛和莫斯科之间不断对峙的地方。1371年立陶宛公爵奥利格尔德向君士坦丁堡的牧首菲洛费提出的反对基辅和全俄的大主教阿列克西控诉书中第一次谈到卡卢加市作为从莫斯科采取的城市之一。传统上，卡卢加首先成为一个保护立陶宛对莫斯科公国攻击的边徼。
在1480年到1481年间，卡卢加领土上发生对俄罗斯全历史重要的事件–«乌格拉河战役»，其结果之一是俄罗斯土地从鞑靼-蒙古枷锁手中的收复和把莫斯科变成一个主权国家。
十六和十七世纪的卡卢加不仅是军事防御点，地区积极发展贸易和工艺品。消息来源指出，富裕城市里木雕艺术和珠宝事业比较发达。
俄罗斯和乌克兰1654年统一之后卡卢加成为了莫斯科和乌克兰之间贸易的中介者, 大大促进了进一步经济发展。
叶卡捷琳娜二世由1776年8月24日颁布的法令成立了卡卢加总督管辖区, 把卡卢加省和图拉省统一。总督管辖区中心变成了新面貌，卡卢加规划和建筑今天还是一个十八世纪末到十九世纪初间俄罗斯城市建筑艺术的辉煌成绩。1796年保罗一世在位时,卡卢加总督管辖区被转化为卡卢加省。
十八世纪末–十九世纪前三十年, 地区经济发展得比较稳定。卡卢加继续发挥中介者的作用, 与莫斯科, 圣彼得堡, 乌克兰, 西伯利亚, 波兰和德国城市保持交易联系。
10，16，33，43，49，50，61军，20坦克旅, 1航空军, 1骑兵军团, «诺曼底»航空大队参加了苏德战争并把地区从德国法西斯侵略者手中收复。
1944年由苏联最高苏维埃主席团命令成立卡卢加州，其中包括斯摩棱斯克州, 奥廖尔州和图拉州前有的27区。卡卢加市成为了州的行政中心。
苏联分解以后卡卢加州成为俄罗斯联邦的一个主体。 1996年3月27日通过了卡卢加州宪章，1996年6月6日通过了«关于卡卢加州地方自治政府法»。

## 经济概况
卡卢加州是俄罗斯联邦经济最发达的主体之一。该地区在工业发展， 人均投资规模, 实际收入增长率和每年引进先进技术水平的方面在俄罗斯国家中占领先地位。增长基础原因就是管理制度高质量，周密考虑的投资政策及专业人员编制的支持传统产业方案. 设在工业园区和工业生产性经济特区刘季诺沃领土内，税收优惠政策和发展机构的支持政策提供了最有利于经营任何企业的制度。
国际大型公司在地区内实施他们的计划：大众，沃尔沃，标致，雪铁龙，三菱，美国通用电气公司，三星，大陆集团，柏林－化工/梅纳里尼，诺和诺德公司，斯塔达 － 独联体和其他。体现经济传统行业的公司快速地发展 ，即涡轮发电机和燃气涡轮发动机，铁路设备，建筑材料，电子，光学等设备的厂家。新创立的高新技术产业实行各个领域的研究和开发：从核技术，航空航天直到纳米力学和水净化。
卡卢加州根据2013年结果占的地位如下：
- 人均加工企业交货总量，在中央联邦区占第一位并在俄罗斯内占第二位;
- 电力，燃气及水的生产与分配指标，在中央联邦区占第一位并在俄罗斯内占第一位;
- 工业制品的人均生产量, 在中央联邦区占第一位;
- 人均固定资产投资总量 (一月至九月), 在中央联邦区占第一位;
- 人均外国直接投资总量 (一月至九月), 在俄罗斯联邦内占第三位;
- 工业生产指标, 在中央联邦区占第三位;
- 平均月薪 (一月至十一月), 在中央联邦区占第三位，并在俄罗斯内占第二十八位;

以前宣布的投资数从2006年到2013年成为三千七百六十亿卢布。这段期间， 在州境内成立了六十四家新公司，其中包括十三家高新技术工业企业和四家大型农业综合企业2013年始业。该地区一共实施一百四十一项投资方案。 2013年二十四份协议也加入了投资组合。 
经济成功就是该地区的财务资产。 2013年该地区预算收入了四百三十五亿 。这条数目比2012年大一十亿。州金库进款增长是年比年保留 社会定向的预算制度保持稳定的保证。公共部门的职员工资不断上涨，所有的社会福利和社会特权的支付也提高。2013年教师工资符合地区经济的平均指标 。积极实施医疗卫生和教育现代化, 农业工业支持, 幼儿园修理这些项目. 社会事业经费是州的预算之60％。

### 工业概况
卡卢加州进行的经济政策改变了工业界集团机构，为高新技术企业的出现创造了良好条件。2700家各种企业集中在州境内，这些企业是地区生产总值(GRP)的35％左右，给税收的一半。卡卢加州人口近三分之一是工业企业的员工。
传统上，地区工业的基础是机械制造复合体。近七 年来，卡卢加州的工业生产量已经增加1.5倍。事实上，以前有的卡卢加州工业又加上了一个半。
7.5 ％就是2013年工业生产增长：
236.2 ％ - 机械和设备的生产量增大;
149.1 ％ - 化工的生产量增长;
121 ％ - 矿产开采量增加;
151.1 ％ - 电力, 燃气及水的生产和分配增大。
2013年以来，工业生产结构中增加了冶金生产和制成金属结构的比重，即为8.3 ％ (2012年为7.3 ％)，化工生产的份额一年比一年提高(2013年为1.7％ , 2012年为1.3 ％ )，同时机械制造界集团的份额仍然特别大，即2013年为64.2 ％ (2012年为66.3 ％)。

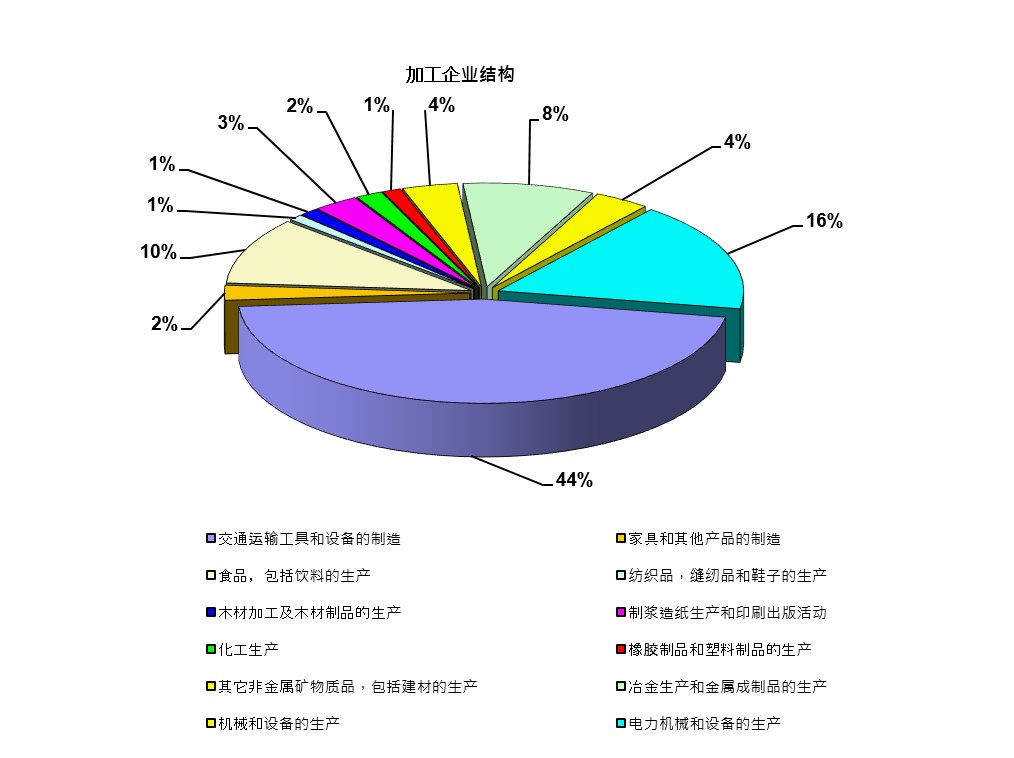
加工企业结构

工业生产增长动态(十亿卢布)
- 2006年 － 78.2
- 2007年 － 100.2
- 2008年 － 162.2
- 2009年 － 173.3
- 2010年 － 275.5
- 2011年 － 375.5
- 2012年 － 438.8
- 2013年 － 470.4

### 机械制造和金属加工
卡卢加州工业生产的基本就是机械制造和金属加工。2013年机械制造界集团有1071家企业。卡卢加州机械制造界集团的最大特点是多种产品多样化：
- 小车和卡车(«大众汽车集团－俄罗斯»有限责任公司, «标致型、雪铁龙型、雪铁龙型汽车－俄罗斯»有限责任公司, «沃尔沃－东方»封闭式股份公司);
- 车辆电气设备 («卡卢加州汽车电气设备制造厂»开放式股份公司, «汽车电子»开放式股份公司, «大陆汽车系统－俄罗斯» 有限责任公司);
- 涡轮机和涡轮发电机(«卡卢加州涡轮机厂»开放式股份公司);
- 燃气涡轮发动机和小型拖拉机 («卡卢加州发动机»开放式股份公司);
- 电视机和家用洗衣机 («三星电子－俄罗斯卡卢加»有限责任公司);
- 通信无线电子和交换设备, 通信专用设备 («卡卢加仪器»开放式股份公司, «卡卢加电气机械制造厂»开放式股份公司, «卡卢加遥控机械科学研究所» 开放式股份公司);
- 军事工业复合体的产品(«台风» 开放式股份公司, «技术»奥布宁斯克市科学生产企业»开放式股份公司, «卡卢加无线电技术科学研究所»开放式股份公司, «卡卢加无线电技术设备制造厂»开放式股份公司, «卡卢加电报设备制造厂»开放式股份公司);
- 电子管和量子技术的制品 («沃斯霍德－卡卢加电子管制造厂» 开放式股份公司);
- 核电厂和放射化学企业用的设备和仪器  («西格纳尔»仪器制造厂» 开放式股份公司);
- 机车，维修和操作铁路的修理车和机械化工具 («刘季诺沃内染机车制造厂» 开放式股份公司, «卡卢加铁道修理车» 开放式股份公司, «铁道修理车» 开放式股份公司«卡卢加运输机械制造厂» 开放式股份公司);
- 测量器 JSC(««工业仪器»科学生产联合体»封闭式股份公司, «梅特拉»科学生产企业»有限责任公司);
- 抽油烟机 («埃勒马特»开放式股份公司);
- 钢管，铝合金型材，温室 («阿格利 苏联 煤气»有限责任公司);
- 金属结构和夹芯板建筑物 («鲁乌克基－俄罗斯»有限责任公司);
- 铁, 钢和有色金属铸件的制品 («克龙季夫－中心»封闭式股份公司, «基洛夫工厂»开放式股份公司, «专门铸件»开放式股份公司);
- 电缆产品 («刘季诺沃电缆»封闭式股份公司, «跨国－纤维光缆»封闭式股份公司)等。

### 化学工业
卡卢加州工业复合体发展的前途方向是化工行业，特别是药业。«发展俄罗斯联邦制药行业到2020年的战略»规定,卡卢加州被定为科学、教育中心与生产企业相结合为制药行业发展最有效的俄罗斯联邦主题之一。
2013年,  本州境内注册的是三十三家制药公司。卡卢加州正在组成制药产业集群, 其基础是研制科学理念及推广新技术的企业 。本地区商业合作伙伴已成为最大的外国制药公司。科学研究的中心是俄罗斯第一个科学城 – 奥布宁斯克。
药物剂型成品生产：
- «化学药业»（«斯塔达»集团公司 , 德国，从2007年起在卡卢加州工作. 这家企业是我国第一个到药品出口不但欧洲，而且出口美国的企业)；
- «柏林－化工/梅纳里尼», «梅纳里尼»国有集团公司（意大利）;
- «诺和诺德»（丹麦）;
- «本土 医疗»（俄罗斯）;
- «阿斯特拉捷利康»（瑞典－英国)。

原料药质生产和生物制药技术研制：
- «比翁»化学制药公司»有限责任公司;
- ««医学生物制药»科技生产公司»有限责任公司；
- «世界－制药»封闭式股份公司。

药原料药质及药物型成品, 属于卡卢加生物制药集群的企业制药废料的处理服务：
- ««奥米特克斯»科学生产企业»有限责任公司;
- ««微波技术»奥布宁斯克科学技术中心 － 集团»有限责任公司。

食品工业包括如下主要企业：
- «雀巢 俄罗斯»有限责任公司;
- «股东南非 米勒 俄罗斯»封闭式股份公司;
- «奥布宁斯克肉品联合工厂»开放式股份公司;
- «投资 联盟»有限责任公司;
- «楚叶格  俄罗斯»有限责任公司;
- «奥布宁斯克乳品厂» – «维姆比尔丹»开放式股份公司的分公司;
- «莫斯 梅登 农业生产»开放式股份公司 – 乳品生产。

轻工业：
卡卢加州轻工业一共有约二百五十家各种所有制形式企业和机构，其中十一家企业是大型、中型的。卡卢加州轻工产业的主要种类包括如下大型企业：
- «叶尔莫林诺»开放式股份公司, 纺织品生产;
- «羊毛»开放式股份公司, 纺织品生产;
- «苏希尼奇斯基服装厂»开放式股份公司, 服装生产;
- «刘季诺夫斯基服装厂» 有限责任公司, 服装生产;
- «尤赫诺夫斯基服装厂» 有限责任公司, 服装生产；
- «卡利塔»开放式股份公司, 鞋子生产;
- «卡卢加鞋子»有限责任公司;
- «福利奥»有限责任公司, 鞋子生产。

卡卢加州政府实施经济多样化的同时，高度重视各种行业的发展。今天卡卢加州企业生产纸，瓦楞纸箱，木屑板和木纤维板，复合板，砖，陶瓷卫生技术制品，钢筋混凝土结构，橡胶和塑料制品，管材，型材等等。
卡卢加州政府在工业复合体发展方面的主要任务是提高州境内的有利于投资和商业的环境。卡卢加州经济发展部工业, 交通和通信管理局承担保障国家区域经济政策实施的责任, 其旨在提高工业企业的工作效率，提高产品质量和地区工业复合体的竞争力。

### 投资
卡卢加州是吸引外国投资进入地区经济的领导者之一。卡卢加州制定了投资开发的明确战略, 形成了有利于投资的环境。
投资战略的关键条款 – 把产业设在工业园区和经济特区，投资风险降低，税收优惠及政府和特立发展机构(卡卢加州发展公司，地区发展社，创新发展社和工业物流)的法律规定的行政支持 。每一个机构有自己的任务, 自己的包片。这些机构的工作由卡卢加州经济发展部监督。
«刘季诺沃»工业生产型经济特区和十个工业园区准备企业设在那儿。其中最大的是：«格拉布采沃», «罗斯瓦», «沃勒希诺», «卡卢加–南方»。«A－园»和«B -园»这些项目能提供轻污染工业用地。八十六家各类公司在工业园区内实施自己的项目。 六十四家新经济型企业已经开业。该地区境内一共实施一百四十一个投资项目。
2013年，地区开设了十三家新工业企业和四家大型农业生产企业。
| 公司                                      | 成立日期         | 经营范围                                                                    |
| «罗斯瓦»工业园区                          | «罗斯瓦»工业园区 | «罗斯瓦»工业园区                                                            |
| ----------------------------------------- | ---------------- | --------------------------------------------------------------------------- |
| «富克斯－油» 有限责任公司                 | 2013年9月        | 滑油及有关材料制造厂 («富克斯»联合企业)                                     |
| «佛吉亚－汽车－发展»有限责任公司          | 2013年1月        | 房屋内饰物品制造厂(«Faurecia Interior»外事部)                               |
| «佛吉亚－汽车－发展»有限责任公司          | 2013年1月        | 内燃发动机的排气系统制造厂(«Faurecia emissions control technologies»外事部) |
| «卡卢加–南方»工业园区                     |                  |                                                                             |
| «大陆 － 卡卢加»有限责任公司              | 2013年10月       | 汽车轮胎制造厂                                                              |
| «格拉布采沃»工业园区                      |                  |                                                                             |
| «沃尔沃 东方»封闭式股份公司               | 2013年5月        | 挖掘机制造厂                                                                |
| «北方钢铁-贡瓦尔里-卡卢加»有限责任公司    | 2013年12月       | 金属服务中心的第二号刀模车间                                                |
| «福耀 玻璃 俄罗斯» 有限责任公司           | 2013年9月        | 汽车前档玻璃制造厂                                                          |
| «沃勒希诺»工业园区                        |                  |                                                                             |
| «格斯塔姆普-北方钢铁-卡卢加»有限责任公司  | 2013年9月        | 轻型汽车身用的冲压零件制造厂                                                |
| «新利佩茨克冶金联合体-卡卢加»有限责任公司 | 2013年7月        | 电冶金工厂                                                                  |
| «ICM 玻璃 卡卢加»有限责任公司             | 2013年12月       | 建材制造厂                                                                  |
| «林德 煤气 俄罗斯» 开放式股份公司         | 2013年9月        | 空气分配工厂                                                                |
| «杰特奇诺»工业区                          |                  |                                                                             |
| «生态尼瓦-卡卢加»有限责任公司             | 2013年7月        | 保修服务中心                                                                |
| 茹科夫斯基区                              |                  |                                                                             |
| «波拉尔 海产食品 俄罗斯»有限责任公司      | 2013年10月       | 建筑用于海产食品贮藏和加工的生产仓库中心                                    |

2013年二十四份协议加入了地区投资组合。以前宣布的投资数从2006年到2013年成为三千七百六十亿卢布。 
卡卢加州境内汽车, 制药, 物流运输, 农业和信息技术的生产密集区正在积极发展。
汽车和汽车零件的生产集群
汽车生产量在总工业生产量中占有率如下：
2013年第一季度 – 45.9 ％
2013年头七个月 - 45.1 ％ 。
汽车集群联合二十八家企业：
初始设备制造厂家的三个工厂：
大众，按照«工业组装»条件工作, 生产五个车型: 三个总循环组装的， 两个半散件组装的。2013年11月«大众汽车集团－俄罗斯»的生产线造出第七十万辆汽车 - Volkswagen Polo Highline。 2014年2月28日开始生产经济型的Skoda Rapid。Polo Sedan车牌的国产化率达到40％, Volkswagen Tiguan为 22 ％, Skoda Fabia为9 ％ 。
标致－雪铁龙－三菱  俄罗斯，生产能量为125 000／年 。达到的国产化率为 35 ％ (Citroen C4)，Reugeot 408 (半散件组装) 为 33 ％ 。今年四月，«标致－雪铁龙－三菱汽车联盟»的工厂进行了开始生产新车牌«Citroen C4 Sedan»的仪式。汽车是特为俄罗斯市场而设计。该工厂与十八个俄罗斯供应商保持工作联系，其中大部分集中在该地区里，他们提供所有零件的70 ％。
沃尔沃卡卢加分公司认为是世界上沃尔沃工厂系统中在最现代的企业 。工厂生产能量为15 000／年： 10 000是沃尔沃卡车， 5000是卡车雷诺(施工可能性允许生产量达到25 000辆卡车／ 年)。
沃尔沃建筑设备公司于2013年5月开业。项目投资为三亿五千万多瑞典克朗(约合五千四百万美元)。生产能量为2000辆挖掘机／年。该工厂生产新系列«D»五款重型沃尔沃挖掘机, 是高性能的, 工作重量为20至50吨的。
2007年以来, 卡卢加汽车集群生产了七十七万一千辆多汽车，其中包括七十五万五千九百辆轿车和一万五千三百卡车。汽车集群企业创造了一万四千个工作位。
生产汽车零件的二十五家企业：
- «麦格纳技术塑料» 封闭式股份公司(加拿大 - 奥地利) - 保险杠和前模块生产;
- «亚普  俄罗斯  汽车系统»有限责任公司 (中国) - 塑料油箱生产;
- «本特勒 汽车»有限责任公司(德国) - 吊架部件生产;
- «伟世通  俄罗斯»有限责任公司 (西班牙) - 内饰件生产;
- «墨卡托 控股»有限责任公司- 卡车吊挂设备生产;
- «格斯塔姆普－北方钢铁－卡卢加»有限责任公司 (俄罗斯－西班牙) - 车身部件生产;
- «北方钢铁-贡瓦尔里-卡卢加»有限责任公司(俄罗斯-西班牙) - 钢铁服务中心;
- «佩尔泽-俄罗斯－经济伙伴»有限责任公司(德国) – 汽车隔声部件生产;
- «李尔»有限责任公司(美国) - 席位生产;
- «别采马»封闭式股份公司(俄罗斯) -卡车吊挂设备生产;
- «福耀  玻璃 俄罗斯»有限责任公司(中国) - 汽车玻璃生产;
- «HT＆L  配件 俄罗斯»有限责任公司 (意大利) - 汽车轮胎生产;
- «舍德尔  卡卢加»有限责任公司(德国)- 席位框架生产;
- «福克斯油»有限责任公司(德国) - 润滑油生产;
- «佛吉亚   汽车  发展»有限责任公司 (法国)- 排气系统，内饰件生产;
- «博萨尔»有限责任公司 (比利时) - 排气系统生产;
- «大陆  汽车系统  俄罗斯»有限责任公司 (德国) - 汽车电子系统生产;
- «大陆  卡卢加»有限责任公司 (德国) - 轮胎生产;
- «留克尔»有限责任公司 (德国) - 咨询服务;
- «阿德   塑料»有限责任公司(克罗地亚) - 汽车塑料零件生产。

2007年成立的汽车行业专家培训中心为汽车集群培养人才。该中心完全配备了现代化设施。中心专家开发了大约一百个培训教程，创造了三十多个实验室和车间。中心为汽车企业已经培养了大约一万人，2013年一千多人。中心工作的重要部分是与公司－设备和技术供应商及欧洲培训机构保持联系并实施合同项目。
卡卢加州汽车集群发展物流基础设施, 进行研究和开发, 旨在改善现有和正在推出汽车市场的产品技术参数。
制药，生物技术和生物医药集群
2012年创新地区制药, 生物技术和生物医药集群的发展方案由俄罗斯联邦经济发展部选为创新地区集群的发展试点方案。
制药集群的«核心»分布在两个地点：
- 卡卢加 («格拉布采沃»工业园区和«A -园») - 生产基地;
- 奥布宁斯克（工业区，«奥布宁斯克»高新技术产业园区, «沃勒希诺»工业园区) - 创新开发, 包括小型和中型公司的开发。一个重要因素是俄罗斯卫生与社会发展部的«医疗辐射学科学中心»联邦国家预算机构，在该中心的基础上创建了高新技术的、创新性医疗辐射中心。

制药集群的主要发展放向有三个：
- 医药品生产;
- 物质生产;
- 医药, 生物技术和生物医学方面的研究。

生产集团：
- «化学药业»有限责任公司 («斯塔达  独联体»的结构分公司，属于«斯塔达»国际集团, 德国) – 药物生产；
- «诺和诺德 生产 支持服务»有限责任公司 («诺和诺德»上市公司的分公司，丹麦) - 胰岛素生产;
- «本土医疗 药业»有限责任公司 (俄罗斯) - 原药品生产;
- «柏林  药业» 有限责任公司  («柏林 化学»股份有限公司(德国)的分公司, 属于«梅纳里尼  工业»国际集团 (意大利)) - 固体药剂生产;
- «阿斯利康  工业»有限责任公司 («阿斯利康工业» (英国)的分公司) - 创新性药物生产;
- «斯费拉 – 药业»有限责任公司（俄罗斯） - 医疗静脉注射药剂生产，创新型中小企业

主要从事新生物和新药物的研究和制造：
- «世界  药业»有限责任公司;
- «奥布宁斯克化学制药公司»封闭式股份公司;
- «医疗  生物  药业»集团公司;
- «比翁»集团公司;

网络合作伙伴：
- 俄罗斯科学院的普希诺科学中心 (普希诺市. 俄罗斯科学院分子生物学，生物技术和生物医学九号研究所);
- «奥基米德»非赢利性机构 (在化学和化学生物学方面工作的十四个先进俄罗斯学术机关);
- 莫斯科国立罗蒙诺索夫大学基础医学系;
- 莫斯科国立罗蒙诺索夫大学的生物科技企业孵化机构的管理公司 。

科学与教育集团
- 奥布宁斯克核能研究所–莫斯科工程物理学院«国家核研究大学»联邦国立自主高等职业教育机构的分机构;
- «卡卢加州国立齐奥尔科夫斯基大学»联邦国家预算高等职业教育机构 ;
- 卡尔波夫物理化学科学研究所，俄罗斯联邦国家科学中心的分机构;
- 俄罗斯联邦卫生部«医疗放射学研究中心»联邦国家预算机构;
- 俄罗斯联邦国家科学中心«列伊蓬斯基物理与动力工程学院»联邦联合公司。

创新集团
- «活性分子园区»创新性生物制药中心(前身为«医疗  生物  药业»国有集团公司和网络合作伙伴);
- 同«俄纳米»开放式股份公司一起在«本土医疗 －加»有限责任公司的基础上成立的全循环生产过程、生物医学纳米药品生产的GMP(药品生产质量管理规范)综合企业(«本土医疗 －药业»有限责任公司, 位于奥布宁斯克市);
- «世界  药业»有限责任公司、«比翁»有限责任公司、«奥布宁斯克化学制药公司»有限责任公司提供的创新实验室和科研生产设施。

卡卢加州制药集群中驻地创新型企业所占的份额超过70％ 。目前卡卢加州成立一个为制药企业而培养人才的教育中心。该项目任务是为地区制药企业提供能够在现代化GMP－生产企业工作的熟练人才。培训按照整合俄罗斯条件下的德国职业培训«双反»模式进行。测试该模式的时候, 同«德国莱茵TUV集团»的德国合作伙伴一起, 该中心已经为«柏林化学股份公司»的卡卢加工厂培训了二十三个人员。

### 运输与物流集群
物流基础设施的现代化, 新中心建立, 场站, 道路改建认为是卡卢加州政府的优先方向。特别考虑到莫斯科扩展和俄罗斯加入世贸组织的事实。该地区有许多优点，以保证运输与物流集群的成功发展。首先是地理优点: 州与莫斯科毗邻, 所以拥有巨大的运输潜力, 还有一切机会成为一个中央联邦区的重要物流中心。其次, 可靠的合作伙伴: 地区与最大的物流运营商保持合作关系－ 捷富凯, 绿色物流, 雷诺斯物流，«集装箱运输»等等。第三是集群进一步发展的明确战略。该地区正在建筑联运和物流场站，海关和仓库中心，还发展公路、铁路、机场的基础设施, 即形成连续过程所需的基础设施 - 从原材料供应到消费者拿取最终产品。
«罗斯瓦»物流中心, 是为了优化为卡卢加州工业园区驻地企业的物流业务 («格拉布采沃»,  «卡卢加-南方»), 以及其他对外经济活动参加者的服务。今天«罗斯瓦»物流中心成为整个中央联邦区的分销网络主体之一。
总面积为五公顷的汽车场站配有专用起重设备, 计重仪器，放射监测系统和X射线检查综合设施。场站领土分为两个区: 卡卢加海关的卡卢加海关场站, 中央消费税海关消费税场站。
总面积为三公顷的集装箱场站，包括货物场站 (六条总长度为十公里的私人转用铁道), 集装箱贮藏场站, 报关场, 进出道路等。 场站能量为一十五万个20村标箱／年 («卡尔马»正面吊)。
«沃勒希诺»物流中心位于卡卢加州北部, 距离莫斯科七十公里, 距离卡卢加九十公里， 靠近M-3 «乌克兰»国道和«莫斯科 - 基辅»铁路。«沃勒希诺»物流中心被列入莫斯科铁路枢纽发展方案和莫斯科交通枢纽发展总体规划。
«沃勒希诺»物流中心由俄罗斯政府认为是具有重要战略意义的物流设施。货物全村总面积为四百五十公顷。铁道总长度为 八百三十九点十九延米, 场站内部铁道长度为九千一百九十三延米。集装箱场站初步能量为三十万个20村标箱／年，然后能量可达一百五十万个20村标箱／年。投资规模为一十二亿欧元，其中两亿五千万欧元就是物流园区建设的投资。
«卡卢加»国际机场 位于«格拉布采沃»工业园区附近。主要股东(99.99 ％股份)是卡卢加州，即以卡卢加州经济发展部为名义。«卡卢加» 国际机场这个投资项目的实现要求全球变化。2014年，跑道重建结束。所有基础设施于两三年内将建成并认证。主要特点：
- 两百公顷 - 机场大楼面积;
- 2200x45米 - 跑道面积;
- 地位 - 国际;
- 接收飞机起飞重量 - 第二类;
- 通过能力 – 一百名乘客/小时;
- 客运量 -  近五十万人, 估计到2030年;
- 该场站被设计为接收和释放飞机, 包括 «A- 319», «波音－737»或类似机 (六十四吨)。

«叶勒莫林诺»机场距离莫斯科市中心九十五公里，距离«伏努科沃»国际机场六十，距离距离M-3«乌克兰»国道五公里，距离最近的«巴拉巴诺夫»火车站五六公里。飞机场的所有者是俄罗斯联邦内务部内务军 。 俄罗斯联邦运输部航空运输联 和俄罗斯交通运输部已经批准了在俄罗斯联邦内务部内务军«叶勒莫林诺»机场共同配置场的基础上成立«叶勒莫林诺»国际民航机场。到2015年将在«叶勒莫林诺»机场内创造俄罗斯第一专于低成本空运方提供客运服务的大机场。«UTair»航空公司是项目投资者之一, 计划建设每年通过八百万个乘客的候机楼。除了低成本性运输, 机场也估计成为货物装卸的主要枢纽。«叶勒莫林诺»机场认为是已经创建的«沃勒希诺»物流中心的一部分, 该物流中心距离机场基础设施 两公里、在四百五公顷的场地建设。

### 建筑
卡卢加州在中央联邦区的地区中占有住房建成投产方面的第五位，占有人均住房建成投产方面的第三位。该地区在俄罗斯联邦占了气化方面的领先地位。完全气化的领土总覆盖超过80 ％。
截至2013年1月1日, 根据卡卢加统计机关的信息，卡卢加州境内六十四万两千平方米的住宅建成投产, 比2011年同期增加109.5 ％, 比2010年同期增加128.2 ％。建成投产的住宅之53 ％由个体建筑单位建筑。
卡卢加州制定了为地区居民提供经济实惠和舒适的住房和公共服务的国家计划。计划要求对住房建设的土地安装工程系统和社会设施。 2013年，为此州预算指出一亿两千万多卢布。该计划的重要焦点是给大家庭把开发与建筑土地分配在卡卢加附近。目前五百七十九个地块被形成为个人住房建设的场地。年轻家庭是提供社会付出来报销住房和抵押贷款利率之一部分的家庭。 2013年，已经付出一千两百万多卢布。到年末计划给二百六十个家庭提供社会付出。
该地区实施使紧急住房的人们到迁入新住宅的地区针对性方案。从2008年到2012年二十二个市区内使三千一百二十七个人从二百七十九个总面积为五万四千四百六十平方米的紧急房子迁入新住宅。这段期间，建成并购买了了一千零七十一个新房间, 总面积为六万八千五百平方米的。综合预算的两十一亿九千一百四十万卢布是全部支付, 其中 一十一亿九千八百九十万卢布是基金资金。 2013年，使一千九百四十四个人从一百一十九个公共住房(总迁移面积为两万七千平方米) 迁入新住宅. 2014年卡卢加州预算将支出一十两亿卢布，以实施从紧急房屋迁入新住宅的计划。
«卡卢加州出租房屋发展 - 专业人士住房» 子计划的主要任务是推进在卡卢加州境内后续租赁住宅的建筑 (以下简称出租房屋)。
子计划的基本任务指标是出租房屋的每年建成投产。计划实施期间(到2015年) 预计把总面积为八万七千平方米的出租房屋建成投产。
«租赁住房建设»子计划范围内正在实施如下主要项目：
- «星城»   -  四百二十间客房，总面积为一万四千平方米，还有一个咖啡酒吧，一间餐厅，一个商务中心，一个体育场馆和停车场。
- «奥运村» - 三百个个体楼房, 七十个叠拼别墅。五百多名专业人员已住在那儿。
- «青春» - 十一个楼房， 八百四十个住宅。总面积为 三万三千九百万平方米。第一座主楼(九十六个住宅)已被建成和迁入。
- «欧洲社区» - 具有三层高的公共住宅和社会生活服务设施的小区。

### 农业产业
农业产业在该地区的经济中占有很特殊的地位，农业产品是地区生产总值的8.1％以上。卡卢加州的乡村人口为24，26万人，是卡卢加州总人口的24 ％。各类用途农场的农业产品量在2012年内达2620亿卢布。卡卢加州的农业用地面积达182，1万公顷，其中农业用地 达1145万公顷，包括85，71万公顷耕地。
牲畜大农业
该州农业生产的主要牲畜类是奶牛和肉牛。现代猪养厂给国内市场提供各种猪肉品，包括给零售商供的冰鲜肉类及半成品。其中农场包括俄泰合资企业CharoenPokpandFoods。该企业位于捷尔任斯基区。 KFH Harchevnikov有限责任公司位于乌里扬诺夫斯克地区。KFH Tonoyan位于巴布宁斯克去。至2013年1月1各种牛数量为13，24万头，其中奶牛 – 5，74万头，猪数量 是 7，41万头，鸟类 - 3.8万头。
所有农场在2012年生产了23，4万吨牛奶。每头奶牛的平均产奶量为4,700公斤。以每日每头奶牛的产奶量卡卢加州占俄罗斯中央联邦地区17个州中的第8位。卡卢加州已开始引入工业规模的机器人挤奶系统，已参加该方案有AleshkinskoeLtd Meshchovskiy区，Bebelevo LLC Ferzikovo区，Lespuar LTD”Sukhinichsky区。随着在卡卢加州的主要农业发展，家禽业也不断地在先进。生产量最大的家禽企业有卡卢加州家禽厂，捷尔任斯基区的Radon家禽场，茹科夫斯基区的Belousovo家禽场。Medynskiy区的Samson-Farma从事养殖珍珠鸡。
种植业
在卡卢加州农业种植业所占的份额为10.2 ％ 。其中粮食，蔬菜和土豆的占率最高。2013年内各种农场的粮食产量为16，57万吨（重量比） 。粮食产量达 21.5公担/公顷。粮食主要产农场是Kolkhoz im. Lenina Zhukovskiy区，SKhA Moskva （集体农场） Borovsky区, Plemzavod im. V.N. Tsvetkov  Maloyaroslavetsky区, Mayak集体农场 Peremyshlskiy区， Agroresource LLC Sukhinichsky区。MosMedynagroprom, Medynsky区, 获得最高毛利率的粮食丰收（10,764吨）。在2013年内所有农场有生产土豆33，54万吨，户外蔬菜 – 9，8万吨，温室蔬菜 - 6600吨。
土豆生产量 是144.0公斤/公顷，外地蔬菜 - 178.0公斤/公顷。最大生产土豆的农业企业是： Aurora LLC Babyninsiy区，Slavianskiy kartofel JSC Duminichskiy区, Ordjonikidze集体农场 Kozelskiy区， FGUSP  RODINA Maloyaroslavetsky区，卡尔·马克思 和RUS Hvastovichskiy区, Mayal 集体农场和Kaluzhskaia Niva Peremyshelskiy区。温室的领先生产商是JSC Teplychniy 卡卢加市，奥布宁斯克温室， Maloyaroslavets温室场。修道院农业场是给卡卢加市民提供高品质蔬菜的卡卢加郊区的企业。
农业综合产业
卡卢加州的农业综合产业有332家农业企业，其中有45个大，中型食品加工行业企业，2248农场企业，11，78万私人农场。
2012年大，中型食品加工企业的总投资金额为2.83亿卢布。
农产品的基础设施和物流
该地区的物流设施由以下3个园区形成：
- K -AGRO：农工园区，负责范围本州农业产品加工；
- Detchino：农业中心，这个中心是欧洲五家大型农业企业的基地 – Grimme, Lemken, Big Duthcman， Wolf System, 俄德合资企业  EkoNiva；
- SME PARK是中，小型企业的农业园区。该园区帮助中，小型企业创建一个高效的农产品配送中心，是农业产品仓库基地。

国家支援措施
所有农业生产者可享受公共项目的支持。卡卢加州的农业发展中心是农业生产者的费咨询服务提供者。据01.10.2013的报告， 支持措施的总额为3.392亿卢布，其中包括联邦政府提供的1.369亿卢布，州政府提供的2.023亿卢布。